# Kontrapunkt des Lebens
Der Roman Kontrapunkt des Lebens (im englischen Original Point Counter Point) wurde von Aldous Huxley im Verlag Chatto and Windus Ltd. London 1928 erstmals veröffentlicht.
Huxley stellt literarisch die Gesellschaftsverhältnisse Ende der 1920er Jahre in England dar. Mittels des musikalischen Prinzips, der Kontrapunktik, werden parallel und zueinander in Beziehung stehend, verschiedene Charaktere dargestellt und deren Entwicklungen diskutiert. Einige dieser Protagonisten sind nachweisbar mit Persönlichkeiten aus Huxleys Bekanntenkreis identifizierbar und die Romanfigur des Philip Quarles ist als ein kritisches Selbstbildnis des Autors dargestellt. Huxley vertritt mit den dargestellten Personen verschiedene Ideen und Ansichten und erklärt diese beginnend ab dem 22. Kapitel durch Erläuterungen Aus Philip Quarles’ Merkbuch: „Ein Roman der Ideen. Der Charakter einer jeden Figur muss soweit als möglich durch die Ideen angedeutet sein, deren Sprachrohr sie ist.“

## Hauptfiguren-Romanhandlung
John Bidlake ein gealterter, ehemaliger Kunstmaler, der von seiner Berühmtheit (Gemälde) aus besseren Tagen zehrt und mit seinen skandalösen Liebesaffären weiterhin Stadtgespräch ist. Sein anhaltendes Gebrechen mündet in eine Diagnose: Krebs im Endstadium.
Walter Bidlake, Johns Sohn, ein schwächlich auftretender, junger Journalist, welcher mit einer verheirateten Frau namens Marjorie Carling zusammen lebt, die von ihm ein Kind erwartet. Er wird im Laufe der Handlung zum Spielball und Geliebten der Lucy Tantamount, Tochter aus reichem Hause, unabhängig und sexuell aggressiv auftretend.
Philip Quarles, Schriftsteller, verheiratet mit der Tochter John Bidlakes Elinor, die sich im Verlaufe der Handlung allmählich in den faschistischen „Freimannenführer“ Everard Webley verliebt, der jedoch später ermordet wird. Webleys Gegenspieler Illidge Babbage vertritt die Ideen der „Reichenhasser“ und fühlt sich von der tonangebenden gesellschaftlichen Oberschicht ausgegrenzt, ist aber nicht der von der Figur des arbeitsscheuen Zynikers Maurice Spandrell bezeichnete „Kommunist“ (Kapitel 12).
Spandrell und Illigde ermorden Everard Webley und erreichen damit lediglich, dass dessen faschistische Bewegung in der gesellschaftlichen Wahrnehmung gestärkt wird, während Elinor den Tod ihres Sohnes an Hirnhautentzündung als 'gerechte' Strafe des Schicksals empfindet, wegen ihrer Empfänglichkeit gegenüber Everad Webleys Verführungskünsten.
Der Journalist Denis Burlap, beschrieben als „Mischung (...) aus einem Kinobösewicht und dem heiligen Antonius von Padua eines Barockmalers, aus einem falschspielenden Lothario und einem verzückten Betbruder (...).“ (5. Kapitel), ist die bissige Karikatur des Verlegers und Schriftstellers John Middleton Murry (laut Nachwort von Reinhard Lehmann in unten dargestellter Ausgabe).
Mit der Figur des Wissenschaftlers Edward Tantamount parodiert Huxley den Physiologen John Scott Haldane, bei dessen Familie Huxley eine Zeit lang wohnte.

## Deutsche Übersetzung
Kontrapunkt des Lebens aus dem Englischen übertragen von Herberth E. Herlitschka und herausgegeben 1930 vom Insel-Verlag Anton Kippenberg, Leipzig auf 645 Seiten.

## Rezension
Neben seinen anderen Werken wird auch Kontrapunkt des Lebens zu den modernen Klassikern der englischen Literatur gerechnet. Dabei wird dieses Werk mit Zeit muss enden verglichen. Hans-Dieter Gelfert reiht den Roman neben Chrome Yellow (Chrome-Gelb, 1921), Antic Hay (Narrenreigen, 1923) „ebenfalls zu den bedeutenden kultur- und zeitkritischen Romanen der Jahre nach dem Ersten Weltkrieg“. Zum Zeitpunkt seines Erscheinens nahm man den Roman überaus positiv im deutschsprachigen Bereich auf. Franz Blei hob 1930 im Literaturteil der Berliner Zeitschrift Neue Revue folgende Werke als „die vier großen Romane“ hervor: Robert Musils Mann ohne Eigenschaften, Hermann Brochs Die Schlafwandler, John Cowper Powys’ Wolf Solent und eben Kontrapunkt des Lebens. Hermann Broch selbst hatte trotz etlicher Einschränkungen großen Respekt vor dem Werk seines Schriftstellerkollegen.
Das Ineinanderverschachteln von Einzelgeschichten in der Gesamthandlung nach einem regelrechten Matrjoschka-Prinzip lässt Huxley Quarrel sogar mit den in Großbritannien beliebten Quaker-Oats assoziieren, jenen Packungen Haferflocken, aus denen man das unvermeidliche porridge herstellt: „But why draw the line at one novelist inside your novel? Why not a second inside his? And a third inside the novel of the second? And so on to infinity, like those advertisments of Quakter Oats where there’s is a Quaker holding a box of oats, on which is a picture of another Quaker holding another box of oats, on which etc. etc“.
Die „Selbstthematisierung des Romans“ durch den Romancier in der Geschichte wurde besonders hervorgehoben, da damit das „Problem der Passivität und das Verhältnis zu Normen zur Sprache gebracht wird“.

## Rezeption

### Politische Anspielungen
Interpretationen sahen in der literarischen Figur Everard Webley Parallelen zu Oswald Mosley sowie der British Union of Fascists. Zum Zeitpunkt der Entstehung des Romans gehörte Mosley jedoch noch zur Labour Party, deren Mitglied er bis 1931 blieb. Die BUF wurde erst 1932 gegründet. Somit muss Huxley eine andere Inspirationsquelle aus dem Umfeld der damals aktiven British Fascists genutzt haben. Selbst Anfang der 1980er Jahre wurde es in englischen Handbüchern noch als Fakt angenommen. In der Neuauflage von Point Counter Point von 1996 diskutierte der Sohn Mosleys, Nicolas Mosley, als Autor und Politiker diese Interpretationsansätze im Vorwort des Romans.

### Verfilmung
Der Roman wurde 1968 von der BBC durch Simon Raven mit Lyndon Brook (Philip Quarles ) und Tristram Jellinek (Walter Bidlake) als fünfteilige Miniserie adaptiert. Vier Jahre später strahlte sie der Public Broadcasting Service erneut aus.